# Анкбазова Майрам Омар-кизи
Майрам Омар-кизи Анкбазова (азерб. Məryəm Ömər qızı Anqubazova; 17 травня 1919, Мешашамбул — 6 серпня 2005, Балакенський район) — радянський азербайджанський тютюнник, Герой Соціалістичної Праці (1949).

## Біографія
Народилася 17 травня 1919 року в селі Мешашамбул Закатальської губернії Азербайджанської Демократичної Республіки (нині Балакенський район).
З 1936 року колгоспниця, ланкова колгоспу імені Кірова (колишній імені Нізамі) Белоканського району Азербайджанської РСР. У 1948 році отримала урожай тютюну сорту «Трапезонд» 25,4 центнера з гектара на площі 3,4 га.
Указом Президії Верховної Ради СРСР від 1 липня 1949 року за отримання в 1948 році високих урожаїв тютюну Анкбазовой Майрам Омар кизи присвоєно звання Героя Соціалістичної Праці з врученням ордена Леніна і золотої медалі «Серп і Молот».
Проживала у селі Халатала Балакенського району.
Розпорядженням Президента Азербайджанської Республіки від 2 жовтня 2002 року, за великі заслуги в галузі науки і освіти, культури і мистецтва, економіки та державного управління Азербайджану, Анкубазовой Мар'ям Омар кизи надана персональна пенсія Президента Азербайджанської Республіки
Померла 6 серпня 2005 року в селі Халатала Балакенського району.